# Adustomyces
Adustomyces — рід грибів родини ципеллові (Cyphellaceae). Назва вперше опублікована 1979 року.

## Класифікація
До роду Adustomyces відносять 1 вид:
- Adustomyces lusitanicus